# نيون جينيسيس إيفانجيليون (أنمي)
نيون جينيسيس إيفانجيليون (新世紀エヴァンゲリオン Shin Seiki Evangerion، حرفياً: "إنجيل عصر جديد")، غالباً ما يشار إليه بإيفانجيليون أو إيفا، هو مسلسل أنمي ناجح بدأ البث في أكتوبر 1995. بدأ المسلسل سلسلة نيون جينيسيس إيفانجيليون. حصل المسلسل على العديد من الجوائز الكبرى. أُنتج المسلسل في استوديو غايناكس، كتب القصة وأخرجها هيدياكي أنّو، وقام كل من تلفزيون طوكيو وNAS ببث المسلسل.
إيفانجيليون هو مسلسل إثارة ميكا أبوكاليبس يدور حول أحداث المنظمة الشبه عسكرية نيرف أثناء قتالها للكائنات الغريبة المسماة بالملائكة، باستخدام آلات ميكا عملاقة تدعى إيفانجيليون، يقوم بقيادتها فتيان مختارون، أحدهم هو بطل القصة.
تشير أحداث من المسلسل إلى رموز يهودية-مسيحية من سفر التكوين، وأبوكريفا توراتية. تفكك الحلقات اللاحقة المواضيع وتزخرف نوع الميكا مع نقلت التركيز إلى التحليل النفسي للشخصيات الرئيسية. التي تظهر مشاكل مشاعرية وأمراض نفسية مختلفة؛ طبيعة الحياة والحقيقة تسأل في طريقة جعلت إيفانجيليون «خيالاً مابعد الحديث». عانى هيدياكي أنو، مخرج المسلسل، من الاكتئاب قبل إنتاج المسلسل. والجوانب النفسية من المسلسل مقتبسة من خبرات المخرج ذاته في تحديه لمرضه.

## الحبكة
في عام 2000، دمر «الاصطدام الثاني» - كارثة عالمية - معظم أنتاركتيكا وأدى إلى موت نصف البشرية. الانفجار، الذي يعتقد معظم العامة أنه كان بسبب اصطدام حجر نيزكي بسرعة كبيرة باتجاه الأرض، تسبب في أمواج تسونامي مدمرة، وغير الميل المحوري للأرض (مما أدى إلى تغير المناخ)، واضطرابات جيوسياسية لاحقة (بما في ذلك المحنة الاقتصادية العامة، والحرب النووية). في السنوات العشر اللاحقة، منظمة الأبحاث غيهرن وداعمها، منظمة سيلي الغامضة، حققت عدداً من الأهداف العلمية والميكانيكية المبهرة، من بينها الآلات العملاقة البشرية المعروفة بالإيفانجيليون وبناء طوكيو-3، مدينة عسكرية مدنية تقع على واحد من الأقسام الجافة الباقية من اليابان، في إطار التحضير لوصول الكائنات المعروفة باسم الملائكة.
بعد 15 سنة من الانفجار، استدعي فتى ذو 14 عاماً يدعى شينجي إيكاري إلى طوكيو-3 من قبل والده غيندو إيكاري، القائد المكيافيلي لنيرف (المنظمة اللاحقة لغيهرن)، وأكره على أن يصبح قائد إيفانجيليون الوحدة-01 وذلك عشية هجوم الملاك. بدأ شينجي العيش مع النقيب ميساتو كاتسراغي، وانضم إليه لاحقاً في مهمة تحديد موقع الملائكة وتدميرهم ريه أيانامي (قائدة الوحدة-00)، وأسكا لانغلي سوريو (قائدة الوحدة-02). ولكن طبيعة الملائكة والإيفانجيليون وقعت محل التساؤل من المؤامرات وجداول الأعمال المتعارضة لكل من سيلي ونيرف، و«مشروع واسطة البشرية» الغريب، الذي يهدف إلى توحيد عقول جميع البشر في كيان روحي عالمي واحد.

## الشخصيات
| نيون جينيسيس إيفانجيليون (أنمي) | من الغريب أن 'إيفانجيليون' صارت بهذه الشهرة الواسعة - كل شخصياتها مريضة! | نيون جينيسيس إيفانجيليون (أنمي) |
| — هيدياكي أنّو                   |                                                                          |                                 |

شخصيات نيون جينيسيس إيفانجيليون كما ظهرت على غلاف (مجلد) "التكوين" الياباني 14 لليزرديسك وفي إتش إس.

شخصيات إيفانجيليون تناضل باستمرار مع علاقاتها الشخصية، شياطينهم الداخلية، وأحداث مؤلمة في ماضيهم، مما خلق نمطاً معقداً من العلاقات.
وصف أنّو بطل القصة، شينجي يكاري، بأنه فتى «أصغر من الاتصال البشري»، وقد «أقنع نفسه أنه شخص لا لزوم له بالكامل، لدرجة أنه لا يستطيع أن يرتكب حتى الانتحار». وصف أنّو شينجي وميساتو كاتسراغي بأنهما «خائفان بشدة من الألم»، و«غير مناسبين -ناقصان في السلوك الإيجابي- لما يدعوه الناس بطلين في المغامرة». عند مقارنته بالبطل النمطي، شُخص شينجي بأنه ناقص الطاقة والمشاعر مقارنةً بأي نوع من البطولة أو الشجاعة. ريه أيانامي وأسكا لانغلي سوريو، البطلتان الأخرى تان، تعانيان من عيوب مماثلة، وصعوبة الاتصال بأشخاص آخرين.
وفقاً لما قاله أنو، كانت إيفانجيليون محاولة لجمع وجهات النظر في نظرة واحدة، وصنع الشخصيات التي تمثل أشياء مختلفة لمختلف المشاهدين لجعل الأمر مستحيلاً لكل الأشخاص للوصول إلى نظرية واحدة. بالنسبة لبعض المشاهدة، الشخصيات عبارة عن تمثيلات نفسية، أما للبعض الآخر، فإنها شخصيات فلسفية، دينية، تاريخية وحتى نفسها. يبدو أن الهدف الرئيسي كان من أجل تقديم الشخصيات التي عكست الاكتئاب العميق والمعافاة التي مر بها أنّو قبل بدء العمل في إيفانجيليون؛ تعكس الشخصيات كلها جزءاً بسيطاً من أنّو.
ساهم تصميم الشخصيات من قبل يوشيوكي ساداموتو في شهرة إيفانجيليون. تصاميم ساداموتو المغرية للشخصيات الإناث الثلاث: أسكا، ريه وميساتو قاد لمبيعات عالية من العمل (وبالأخص ريه، «الفتاة المثالية»)، وتخلد ذلك في مجتمع الدوجنشي، وبعض مسلسلات الأنمي التي ظهرت بعده.

## الإنتاج
مع فشل مشروع تتمة قوات الفضاء الملكية: أجنحة هونياميس، أنّو، الذي كان من المقرر أن يكون مخرجاً لأوكي أُرو، تحرر من هذه المهمة. بشكل أسطوري، وافق أنّو على الاشتراك بين كنغ ريكوردز وغايناكس أثناء الشراب مع توشيمتشي أوتسكي، ممثل كنغ؛ مع ضمان كنغ ريكوردز وقتاً مفتوحاً لـ«شيء ما، أي شيء»، أنّو قرر حقاً إخراج الأنمي. وبدون مفاجأة، أُدمجت بعض العناصر من أوكي أُرو في إيفانجيليون الناشئ:
«كان أحد المواضيع الرئيسية في أوكي أُرو عن» عدم الهرب. «في القصة، ووجهت الشخصية الرئيسة بالمهمة الشاقة وهي إنقاذ البطلة … كان يهرب بعيداً من شيء من الماضي، لذا قرر هذه المرة أن يدافع عن نفسه. الموضوع نفسه انتقل إلى إيفانجيليون، لكني أعتقد أن هنالك شيئاً ما أكثر من مجرد نقل موضوع عرض ما إلى آخر …»
بقي خط سير قصة إيفانجيليون ثابتاً نسبياً خلال مرحلة التطوير، لكن يبدو أن الحلقات الأخيرة تغيرت بشكل كبير من الأفكار السابقة السلسة والغامضة؛ على سبيل المثال، كان هناك في الأصل 28 ملاكاً وليس 17، وذروة القصة تكون في هزيمة الإثني عشر ملاكاً الآخرين وليس عملية مشروع واسطة البشرية. وأيضاً، كان تصميم كاورو ناغيسا في البداية تلميذاً يستطيع التحول إلى «هيئة الملاك»، وترافقه قطة أليفة.
كان الإنتاج بأي حال من الأحوال هادئاً. تأليف ساداموتو للمانغا (نيون جينيسيس إيفانجيليون) سبب العديد من المشاكل، حيث أحس ناشرون مختلفون بأن «الأسلوب صار قديماً جداً على أن يكون قابلاً للتمويل»، تصميم الميكا المبسطة الذي جعل إيفانجيليون لاحقاً تتلقى المديح من أجله كان في البداية مهملاً من قبل بعض الداعمين الممكنين لأنمي ميكا (شركات الألعاب) كونه صعب التصنيع للغاية (ربما عن عمد)، وأن نماذج الإيفانجيليون «لن تباع.» في النهاية، وافقت سيجا على ترخيص كل مبيعات الألعاب وألعاب الفيديو.
بعد انتهاء البث، قال أنّو لمجلة نيوتايب:
تطوير إيفانجيليون أعطاني الإحساس بانسجام "حي". سواء كانت القصة أو تطور الشخصيات، فقد صنعتهما بدون نظريات. أثناء مرحلة التطوير، أثناء الاستماع إلى الآراء المختلفة، وتحليل حالتي النفسية، واصلت التساؤل داخل نفسي. امتلكت الأفكار من أجل هذا التقييم الذاتي [تقييم النفس]. في البداية، ظننت أن بإمكاني إنتاج عمل بسيط يتميز بالآليين.
 لكن حتى عندما أصبح المشهد الرئيسي مدرسة متوسطة، لم يغير ذلك شيئاً عند مقارنته بالمنتجات الأخرى ذات الأسلوب نفسه. عند هذه النقطة، لم أفكر حينها في ابتكار شخصية ذات وجهين؛ هويتين: واحدة تظهر في المدرسة، والأخرى داخل المنظمة التي ينتمي إليها [نيرف]. انطباع الانسجام "الحي" الذي أعطاني فكرة ولادة 'إيفا'، كان الفريق الذي انضم إلي في تطويره، في أسلوب البديهة: أحدهم يعزف الإيتار و، كردة فعل، تضاف الطبول وغيتارات البيس. انتهى الأداء مع نهاية البث التلفزيوني. بدأنا العمل على النص التالي فقط عندما انتهينا من النص السابق.
 أخذ ذلك وقتاً أطول من المعتاد. عندما انتهينا من لوحة قصة، عدنا وتحققنا من أنها مضادة لسابقاتها. عندما قلنا: 'آه، توقعت ذلك، هنالك خطأ هناك'، قمنا بتصحيح لوحة القصة. في الواقع، مع اقتراب الحلقة الأخيرة، لم نكن قادرين على إنهائها في الوقت المطلوب."

## المواضيع

### تحليل النفس
أخذت إيفانجيليون بشكل كبير كتعبير نفسي عميق لصراعات هيدياكي أنّو الشخصية. منذ البداية، استحضرت إيفانجيليون العديد من المواضيع السيكولوجية. عبارات استعملت في الحلقات، وعناوينها، وأسماء موسيقى الخلفيات المأخوذة عادة من أعمال سيغموند فرويد، بالإضافة إلى بعض الإلهامات اللاكانية ربما بشكل عام. بعض الأمثلة من بينها "ثانتوس"، و"المرحلة الفموية"، و"قلق الانفصال"، و"الأم هي الجزء الآخر" (الأم كالشيء الأول في حب الطفل هي أساس عقدة أوديب). المنظر والمباني في طوكيو-3 غالباً ما تظهر محملة بالمعاني النفسية، حتى في الحلقة الأولى".
الرابط بين وحدات الإيفا وقوادها، وكذلك الهدف النهائي من مشروع واسطة البشرية، يحمل شبهاً كبيراً بنظريات فرويد عن الصراع الداخلي والاتصال الشخصي.
معضلة القنفذ هي فكرة وصفها الفيلسوف آرثر شوبنهاور وتبناها لاحقاً فرويد. وهي أيضاً العنوان الجانبي للحلقة 4 وذكرت في تلك الحلقة بأنها مشابهة لعلاقة ميساتو كاتسراغي مع شينجي.
العديد من الشخصيات ذات صدمات نفسية في علاقاتها مع والديها. انطواء شينجي وقلقه الاجتماعي نتج من موت والدته وهو في سن مبكرة وهجره من قبل والده. كانت أسكا هدف جنون والدتها، واكتشفت جسد والدتها بعد شنقها لنفسها؛ شخصيتها الخشنة والاستقوائية كانت نتيجة انشغالها بآلامها، وقد جعلت قيادتها للوحدة-02 مصدر فخرها وارتياحها الوحيد. أُهملت ميساتو من قبل والدها عندما كانت طفلة؛ بعد موته أثناء الاصطدام الثاني، توقفت ميساتو عن الكلام لفترة من الزمن. في الحلقة 25، قالت ميساتو بأنها كانت منجذبة نجو ريوجي كاجي وفي نفس الوقت خائفة منه كونه يذكرها بوالدها. شاهدت ريتسكو والدتها في علاقة غرامية مع غيندو؛ بعد انتحار والدها أحست ريتسكو بكل من الانجذاب والكراهية تجاه غيندو. بالفعل، الحلقتان الأخيرتان «جُرِّدتا من المبتكرات العالية التقنية والبصريات الملونة التي تميز الحلقات السابقة من المسلسل، هاتان الحلقتان الأخيرتان أخذتا طابع الصمت... شكل من الاستجواب بُدئ في إنجازه حيث هو [شينجي] يسأل نفسه -أو يُسأل بصوت غير مرئي- ويحقق في أسئلة نفسية». أثارت الأسئلة إجابات غير متوقعة، خاصة تلك التي تتعلق بحثّ شينجي على قيادة الإيفا—فهو يشعر بأنه بلا قيمة ويخاف من الآخرين (وبالتحديد والده) إذا لم يقد الإيفا. أسكا وريه صُورتا أيضاً في مطالعة نفسية عميقة وإدراك نفسيهما. أسكا أدركت أنها بالكامل محتجزة في كونها قائدة إيفا كفؤاً وأنها بدون الإيفا، بدون هوية شخصية: «أنا الخردة... أنا بلا قيمة. لا أحد يريد قائدة لا تستطيع التحكم بالإيفا الخاصة بها.» ريه، التي أظهرت طوال مدة المسلسل مشاعر بسيطة، كشفت بأنه تملك دافعاً واحداً: إنه ثانتوس، الرغبة في الموت: «أنا سعيدة، لأني أريد أن أموت، أريد أن أختفي، أريد أن أعود إلى العدم». في الحلقة 25، أظهر كل من شينجي وأسكا أنهما يعانيان من ماضي مماثل وعثرا على طريقين مختلفين للتعامل مع الحياة. تكون ذلك بشكل أبعد في شينجي عندما قال بأنه بلا حياة من دون الإيفا، لكن ذلك أُبطل في العالم الذي ظهر في الحلقة 26 المتبوع بمشهد «تهانينا» المشهور.
إلى جانب الإشارات إلى التحليل النفسي الفرويدي، فهنالك بعض الإشارات الصغيرة إلى النظريات وراء علاج الغيشتالت، وهو نوع من العلاجات النفسية المستوحاة من كل من أفكار التحليل النفسي وكذلك المفاهيم الفلسفية عن النفس الكلانية، والمسؤوليات النفسية والشعور. في الحلقة 15، هنالك أيضاً إشارة إلى نظرية غيشتالت في التغير، التغير الدائم بين التوازن والاضطراب التي علق عليها فريتز بيرلز في عمله اقتراب غيشتالت ونظرة العين نحو العلاج. ضف إلى ذلك، فقد عنونت الحلقة التاسعة عشر «اندماج النفسية»، وهو مصطلح تحليل نفسي استُعمل من قبل العديد من معالجي غيشتالت يشير إلى الميكانيكية العصبية المستعملة من أجل التحويل النفسي للخبرات. اندماج النفسية مرتبطة ارتباطاً وثيقاً مع الأشكال العصبية الثلاثة الأخرى من التحويل النفسي؛ وهي الإسقاط، والاحتشاد والالتواء الرجعي.

### الأديان

دمار بعض الملائكة يسبب انفجارات تظهر بصورة صليب: مثال على الأيقونات المسيحية واستعمالها في إيفانجيليون.

الرموز أكثر بروزاً أخذت استوحاءها من مصادر يهودية-مسيحية وغالباً ما تستعمل أيقنات ومواضيع من اليهودية، والمسيحية، والغنوصية، والقبالية، في اختبار المسلسل لمواضيع وأفكار دينية.
المخرج المساعد، كازويا تسوروماكي، قال بأنهم قاموا باستعمال الرموز المسيحية فقط لإعطاء المشروع زاوية نادرة مواجهة لعروض الآليات العملاقة، وليست ذات معنى خاص، ولم تكن فكرته معنية من أجل إثارة الجدل (كما حدث بالفعل). قال أنّو بأن إيفا ستكون عرضة للتفسيرات المتعددة. هيروكي ساتو، رئيس قسم العلاقات العامة في غايناكس، أدلى بتصريحات مشابهة، وكذلك قال توشيو أوكادا.
الإشارات، مع العديد من التفسيرات المتساوية في القبول الموجودة، من بينها:
- الصليب المسيحي عادة ما يظهر، ويُمثَّل في الغالب بأشعة طاقة منطلقة نحو السماء.[38]
- الملائكة هم إشارة إلى الملائكة في العهد القديم (باليابانية، الكلمة المستخدمة هي نفسها المستخدمة لأجل حواري (أو رسول)، كما في العهد الجديد). هم أيضاً مسمون إثر أسماء الملائكة التوراتيين، بما فيهم ساكييل، وشامشيل، وأرايل.[38] سمي الملاك الأول آدم، كما هو آدم التوراتي حيث هو أول المخلوقات البشرية.[39] الملاك الثاني سمي ليليث، في إشارة إلى الفلكلور اليهودي حيث ليليث هي زوجة آدم الأولى.[39] ظهرت ليليث مصلوبة ومخزوقة برمح يدعى «رمح لونغينوس»، نفس الرمح المستعمل لخزق جانب يسوع أثناء صلبه، [39] وفقاً لإنجيل نيقوديموس. إيف أو إيفا خُلقت من ضلع آدم؛ وبالمثل، خُلقت مع الإيفانجيليون من الملاك المعروف باسم آدم.[40]
- حواسيب ماجي العملاقة مسماة ملكيور، وبالتازار، وكاسبر إثر الأسماء المعطاة تقليدياً للماجي الثلاثة الذين ذُكروا في إنجيل متى حيث زاروا يسوع في بيت لحم.[41] (عادة ما يسمون «الحكماء الثلاثة»، بالرغم من أن عدد الزائرين لم يسجل في الإنجيل).
- شجرة سيفيروث (شجرة الحياة) ذُكرت، وكذلك تظهر في شارة البداية وعلى سقف مكتب غيندو،[42] مع نقوش عبرية عليها (المصطلحات المكتوبة عليها غالبها قبالية). ظهرت أيضاً في نهاية إيفانجيليون أثناء نسخة سيلي من الواسطة.
- معهد ماردك هو منظمة واجهة لنيرف وسيلي، مهمتها البحث عن مراهقين مؤهلين لقيادة وحدات الإيفانجيليون. ماردك كان اسم كبير آلهة بابل، والإله الراعي لمدينة بابل.[38]

### الفلسفة
مواضيع وجودية عن الشخصية الفردية، والشعور، والحرية، والاختيار، والمسؤولية اعتُمد عليها بشكل كبير طوال المسلسل، وبالتحديد فلسفات جان بول سارتر وسورين كيركغور. عنوان الحلقة 16، "في مرض حتى الموت، و..." (死に至る病、そして Shi ni itaru yamai, soshite)، هو إشارة إلى كتاب كيركغور، المرض حتى الموت. مشروع واسطة البشرية قد يكون مستوحى من فلسفة غيورغ فيلهلم فريدريش هيغل. عنوان الحلقة الرابعة، «معضلة القنفذ»، هو إشارة إلى معضلة القنفذ، وهو تناظر لـآرثر شوبنهاور عن تحديات ألفة الإنسان.

## التلميحات
إيفانجيليون مملوء بتلميحات إلى أفكار عن البيولوجيا، والجيش، والدين، والسيكولوجيا، وكذلك إشارات أو احترام لمسلسلات أنمي سابقة (على سبيل المثال، القصة الرئيسية ظهرت في مسلسلات أنمي سابقة مثل بارجة الفضاء ياماتو)- القابلية التي استوحت إطلاق لقب «الأنمي المختلط» على المسلسل. استعمال أنّو للغة فرويد الاصطلاحية والنظريات التحليلية النفسية وكذلك تلميحاته إلى الديانات والبيولوجيا غالباً ما استعملت بالخصائص الفردية وأعيد تعريفها لحمل رسالته. انتقد هدف أنّو هذا كـ«سرقة أدبية كاملة» و«ليس إلا تلاعباً عقلياً من قبل طاقم التحريك». لكن، دافع أنّو عن نفسه بإنكار احتمال عمل أصلي حقيقي بدون الاستعارة في عالم الأنمي:
«ليس هناك أي متسع من أجل الأصالة التامة في عالم الأنمي، خاصة أن جيلنا قد أُحضِر من قبل الأنمي الضخم الإنتاج. كل القصص والتقنيات تجلب معها حتماً حساً بـديجا فو. السبيل الوحيد للتعبير الذي تُرك مفتوحاً لنا هو إنتاج جوهر يشبه الكلية مقتبس من أخذ العينات من أعمال حية.»
«الناس الذين يصنعون الأنمي والناس الذين يشاهدونه دائماً يريدون الأشياء نفسها. المبتكر تابعوا صناعة القصة نفسها قرابة 10 سنين؛ والمشاهدون يبدون مرتاحين وليس هناك معنى للعجلة. ليس هنالك مستقبل في ذلك.»
بغض النظر، يبدو أن أنّو قد أمُل في تنشيط وسط الأنمي—الذي ظهر كالذي بلا حياة ومحتضر في بداية تسعينات القرن العشرين- واستعادة الأصالة: من أجل خلق أنمي جديد. هذه الرغبة كانت السبب الذي نوّه إليه أنّو في صنع أفلام إعادة بناء إيفانجيليون:
"رغبات مختلفة وكثيرة دفعتنا لصنع أفلام "إيفانجيليون" الجديدة… الرغبة في قتال النمط المتتابع في ركود الأنمي.

الرغبة في دعم قوة القلب الذي يعيش في العالم…

تساءلنا لمرات عديدة، إنه عنوان صار له أكثر من 10 أعوام. لماذا الآن؟"

«إيفا قديمة للغاية»، نحن أحسسنا.

ولكن، خلال الـ12 عاماً الماضية، لم يكن هناك أي أنمي أحدث من إيفا.
ترجمة الرموز والأفكار تختلف من شخص لآخر، ولم يكن من الواضح أيها متعمد أو ذو معنى، ولا أيها كانت مجرد عناصر تصميمية أو صدفات. أنّو نفسه قال، «قد يكون من الممتع أن يمتلك شخص ما وقت فراغ للبحث في إيفا.» أشير إلى عدد من هذه الرموز في شرح الدي في دي لـالموت والبعث ونهاية إيفانجيليون.
تتشارك العديد من الشخصيات في أسمائها مع سفن حربية يابانية من الحرب العالمية الثانية (مثل سوريو، أكاغي، وكاتسراغي: بالرغم من أن أسماء الشخصيات وأسماء السفن مكتوبة بأحرف كانجي مختلفة، إلا أن لها النطق نفسه). تشير أسماء شخصيات أخرى إلى أعمال خيال أخرى، مثل تسمية شخصيتين اثنتين باسمي بطلي رواية ريو مراكامي أي تو جينسو نو فاشيزم («الفاشية في الحب والخيال»؛ اسما الشخصيتين الرئيسيتين هما أيدا كنسكي وسوزوهارا توجي؛ قام أنّو في وقت لاحق بإنتاج فيلم عن الرواية، لوف أند بوب).
تلميحات خيالية أخرى لعمل فيليب ك. ديك،الغزو الروحي، وغيرها من بينها: «السجين، طيور الرعد، ألترا سفن، يو إف أو، توتر الأندروميدا، وحتى المسافر المتطفل.»

### مشروع واسطة البشرية
نيون جينيسيس إيفانجيليون، وبالتحديد مشروع واسطة البشرية يظهر تأثراً قوياً بقصة آرثر س. كلارك، نهاية الطفولة، تأثر اعترف به أنّو. التشابه بين الأعمال، مثل المواضيع الكبيرة وتراجع نسبة المواليد بعد الاصطدام الثاني، استقاها أنّو من ذاك العمل.
يظهر أنمي إيفانجيليون تأثراً بكاتب الخيال العلمي، د. بول لاينبارغر، المعروف باسمه المستعار، كوردواينر سميث. قصص الخيال العلمي للاينبارغر تدور حول فكرته الخاصة عن واسطة البشرية، حكومة مركزية بكل قوة للبشرية. مثل سيلي، ترى منظمة واسطة البشرية نفسها «المشكلة الحقيقية للمصير البشري.» لكن أنّو أصر على أن Hokan ‎ (補完، "إتمام") يمكن ترجمتها إلى «إكمال» بالإنجليزية (Instrumentality)، ربما كطريقة للفت الاحترام نحو لاينبارغر، فكرتا الكاتبين الاثنين عن «الواسطة» مختلفة بشكل كبير.

## الإصدار
بعد انتهاء المسلسل، كان أنّو مستاءً بسبب مشاكل الوقت، والمشاكل المالية، ورقابة الشبكة. لهذا، عندما أُصدر المسلسل على VHS وليزرديسك، قيم بتجديد كل حلقة وإعادة إرفاق المشاهد المقطوعة في الحلقات 21-26، مع كون الأربع الأولى منها محسنة بشكل كبير وأعيدت صناعة الحلقتين الأخيرتين بالكامل كالفيلم المزدوج الموت والبعث. ولكن مرة أخرى، بسبب قيود الوقت والمال، عُلق تجديد وإعادة تحريك الحلقات 21-24 من أجل الفيلم. لكن، لم ينته العمل على البعث وتقرر في وقت لاحق إصدار النصف الثاني من الموت والبعث كإصدار منفرد. اشتمل جزء الموت على بعض المشاهد الكاملة بالفعل للحلقات المجددة 21-24. تقرر بعد ذلك أن إيفانجيليون: البعث II ينبغي أن يشتمل على المشاهد السابقة وأعيدت تسميته إلى نهاية إيفانجيليون.
بعد ذلك، أُصدر الشريطان «جينيسيس 0:11 و0:12» واحتويا على الحلقات المعادة 21-24 و«جينيسيس 0:13 و0:14» احتويا على كلتا النهايتين، 0:13 يحوي كلاً من الحلقات الأصلية ونسخة الفيلم من الحلقة 25، و0:14 يحوي الحلقات الأصلية ونسخة الفيلم من الحلقة 26.
في 1998، أُصدرت أفلام إيفانجيليون في شكلها الأصلي، بدون المشاهد الإضافية في الفيلم الملخص (الموت (الحقيقة)²) ومع النهاية الجديدة الكاملة. في 2000، أُصدر «صندوق الاصطدام الثاني» في ثلاثة أجزاء، تحتوي الحلقات الـ26 مع المشاهد المقطوعة، والحلقات المجددة، والفيلمين (يشتمل أيضاً على البعث).
في 2003، أُصدرت أشرطة دي في دي من «تجديد إيفانجيليون» في تسعة أجزاء، مع تجديد صورة المسلسل والصوت للـHD وتقنية 5.1 (على سبيل المثال، سجلت موسيقى خلفيات جديدة). الأشرطة الثمانية الأولى غطت الـ26 حلقة الأصلية (مع نسختين من الحلقات 21-24: النسخة مع المشاهد المقطوعة، وإعادة بناء النسخة المعدلة). الشريط التاسع، يحتوي على قرصين، باسم إيفانجيليون: الفيلم، يحتوي على الموت (الحقيقة)² ونهاية إيفانجيليون. إصدار تجديد كون الأساس لـ«الإصدار البلاتيني» الغربي (الذي لم يحتوي على الأفلام، حيث قامت بترخيص الأفلام مانغا إنترتينمنت، في حين قامت بترخيص المسلسل أي دي فيجن). يتميز «الإصدار البلاتيني» بعناوين فرعية إنجليزية مختلفة بشكل بسيط على عكس إصدارات الـVHS والدي في دي الأصلية. الدبلجة الأصلية للحلقتين 25 و26 استبدلتا فقط بدبلجة «قص المخرج» من هذه الحلقات.

## الاستقبال
بشكل عام، تحريك الصور وتسجيل الأصوات، وكذلك تصميم الشخصيات، غالباً ما تلقت المديح.
الأسلوب التجريبي والمختلف بشكل جذري في الحلقتين الأخيرتين أربك أو نفّرت العديد من المعجبين وولدت الجدل والتحليلات، في الجانبين العالِمي والعامي، واتهامات باللا معنى؛ حتى أن بعض المنشورات التيارية مثل ماينيتشي شيمبون أشارت بأنه «عندما تم بث الحلفة 25 في الأسبوع التالي، أحس معظم المشاهدين بأنه تعرضوا للخيانة... حيث أرسل المعلق إيجي أوتسكا رسالة إلى جريدة يوميوري، يشتكي على نهاية مسلسل إيفانجيليون، صارت الجدالات عالمية». (من الجدير بالذكر أن نهاية المسلسل تلقت مثل هذه التغطية جزئياً، لأن إيفانجيليون لم يجذب فقط المشاهدين المهتمين بهذا المجال، فقد كان المسلسل مشهوراً للغاية) بعد نهاية المسلسل، 'انهار' أنّو، وأجل الأفلام القادمة.
تمتع المسلسل بالشهرة الواسعة بين وسط معجبيه. في 1995، فاز المسلسل بالمركز الأول في جائزة استطلاع القراء لـ«أفضل المسلسل المحبوبة» من جوائز الأنمي الكبرى، جائزة من استطلاع القراء للمسلسلات تنشر في مجلة أنيميج. فاز المسلسل بالجائزة الأولى مرة أخرى في 1996، بحصوله على 2853 صوتاً، مقارنة بالمسلسل الثاني (الذي لم يُذكر اسمه) الذي حصل على 903 أصوات فقط. فاز فيلم نهاية إيفانجيليون بالمركز الأول في 1997، مما جعل سلسلة أنمي نيون جينيسيس إيفانجيليون الأولى في الفوز بالمركز الأول في ثلاثة سنوات متتالية. لكن هذا العمل لم يتكرر مرة أخرى لعدة سنوات، حتى فاز كود غياس بجوائز 2006، و2007 و2008. فازت أغنية «أطروحة الملاك القاسي» بجائزة الأغاني في المركز الأول في 1995 و1996؛ وفازت «بداية النهاية، أو "قرع باب الجنة"» بجائزة الحلقة عام 1996؛ وفازت ريه أيانامي بجائزة الشخصية الأنثى عامي 1995 و1996 (وتبعها شينجي إيكاري بجائزة أفضل شخصية ذكر في 1996 و1997)، الأمر الذي ساهم بفوز ميغومي هاياشيبارا بجائزة التمثيل الصوتي في فترة 1995-1997 (وحتى 2001 لمسلسلات أخرى).
في رداً على رد الفعل العنيف من قبل المعجبين تجاه طبيعة نهاية المسلسل، أدلى أنّو بتصريحات جدلية عديدة في الأشهر التي تبعت نهاية المسلسل، والبدأ في إصدار نهاية إيفانجيليون. قال أنّو في مقابلات عديدة بعد نهاية المسلسل أن «على معجبي الأنمي أن يحترموا أنفسهم أكثر» وأن «يعودوا إلى الواقع»؛ في مقابلة نيوتايب في 10 مايو، بعد الإعلان في 26 أبريل عن فيلم جديد ونسخ معدلة المسلسل، صرح أنّو بأن «التواصل الحاسوبي هو تزيين لجدران دورات المياه.» هذه التصريحات كانت أكثر جدلاً من السابق.

## الشهرة
في الفترة منذ 1984 وحتى إصدار إيفانجيليون، كانت معظم مسلسلات الأنمي المشهورة ذات أسلوب بعيد نوعاً ما عن عن أساليب الأنمي المعتادة. على سبيل المثال، كان جاري توتورو (1988) وكيكي لخدمة التوصيل (1989) لهاياو ميازاكي عملين منخفضي المستوى، بينما أكيرا (1988) كان متأثراً بالقصص المصورة الأمريكية. قال المخرج الشهير مامورو أوشيي أن، على حد قول هيروكي أزوما، لم يرد أحد مشاهدة «أعمال بسيطة من الأنمي» بعد الآن. إيفانجيليون، على أية حال، أظهرت عكس هذا الاتجاه. اعتنقت إيفانجيليون أسلوب أنمي الميكا بالكامل، وبالتحديد أظهرت اهتماماً كبيراً بعمل يوشيوكي تومينو طريد الفضاء إديون، الذي استحسنه أنّو؛ وبالتحديد، هناك مشاهد من نهاية إيفانجيليون مأخوذة احتراماً من الفيلم الأخير في سلسلة إديون.
كما تأثر إيفانجيليون بشكل كبير بأعمال أخرى مثل ديفلمان، فالمسلسل نفسه صار أساساً في الخيال الياباني. طبيعة المسلسل جعلته عملاً معلمياً في العرق السيكولوجي والمعقد للأنمي الذي نهض بأعمال أخرى مثل فتاة الثورة أوتينا (1997) الذي، مثل إيفانجيليون، يركز على حدث غامض يغير العالم. سيريال إكسبيرمنت لين هو أنمي لاحق يتحدث عن العديد من المواضيع المتشابهة مع إيفانجيليون، وغالباً ما يعتقد أنه متأثر بـنيون جينيسيس إيفانجيليون، إلا أن الكاتب لم يرى أي «إيفانجيليون» حتى نهاية الحلقة الرابعة من لين، ويميز الفكرة المرئية للابتكار المستقل وتشير الشاشة إلى استعارته من جان-لوك غودار وأنّو من كون إتشيكاوا. المسلسل كاري كانو (1999)، الذي قام هيدياكي أنّو بإخراجه أيضاً، يتشارك في التقنيات ('التمزيق إرباً' للرسوم واستعمال الصور الواقعية) ويمثل الخلافات النفسية بنفس الطريقة بشكل كبير (بالرغم من أن الأجهزة السينمائية المختلفة يمكن اقتفاؤها إلى أعمال غير إيفا، مثلاً أعمال أوسامو تيزوكا). اعترف ماكوتو شينكاي بأنه يدين سينمائياً لـإيفانجيليون.
غير إيفانجيليون بشكل كبير تصميم الروبوتات العملاقة في أعمال الأنمي. سابقاً، تظهر الميكا أو الروبوتات العملاقة تصاميم «بزاتها الميكانيكية» من التقرير المتنقل جاندام، مازنجر، ومسلسلات أخرى مشابهة من سبعينات أو ثمانينات القرن العشرين. غير إيفانجيليون هذا بالإيفا السريعة والمصقولة، مما جعله تبايناً ملحوظاً مقارنة بالبالتابور والبزات المتنقلة الضخمة والثقيلة في الماضي. بالفعل، الأسلوب الذي وُضع وابتُكر من إيفانجيليون صار أكثر شيوعاً منذ إصدارها، إلا أن مسلسلات مثل ملك الشجعان غاوغايغار استمرت في استعمال أسلوب «الميكا» الكلاسيكي. راشيفون، مسلسل بتصاميم مستوحاة من مسلسلات ميكا السبعينات، قورن بـإيفانجيليون من قبل العديد من النقاد الإنجليزيي اللغة. إيفانجيليون بشكل عام عُرض كجزء من نوع الخيال العلمي الناعم، بتجنب اقتراب الخيال العلمي الصعب التقني من جاندام وأنمي ميكا أخرى مشهورة من أجل النضال النفسي، والرموز الخارقة للطبيعة. مسلسلات أو أعمال تدور حول خليط مشابه للدين والميكا غالباً ما تقارن بنيون جينيسيس إيفانجيليون، مثل شينوغيرز أو غاساراكي أو إل شاداي: معراج الميتاترون.
الألبوم الأول للفرقة البريطانية فايتستار، الاتحاد العظيم، كان متأثراً بشكل كبير بـنيون جينيسيس إيفانجيليون.

## قراءة أوسع
- (باليابانية) إندو، تورو. «كونّا كيتاناي كيريه نا هي ني وا» («في يوم جميل جداً وقبيح جداً»). بوبُّ كاروتشا كريتييكو (نقد ثقافة البوب)، المجلد 0. 1997.
- (باليابانية) غايناكس، نيوتايب. إي-مونو: نيون جينيسيس إيفانجيليون: كتالوج كل البضائع. ISBN 4-04-852868-8
- (باليابانية) كوتاني، ماري. سيبو إيفانجيليون (إيفانجيليون كالعذراء الطاهرة). طوكيو: ماغاجين هاوسو. 1997.
- (باليابانية) كوتاني، ماري. مشهد ألفي جديد لبنات حواء. ISBN 4-8387-0917-X.
- (بالإنجليزية) مجلة جون، ط. نيون جينيسيس إيفانجيليون جون توكوهون: زانكوكو-نا تينشي نو ذيس («قارئ نيون جينيسيس إيفانجيليون جون: زانكوكو نا تينشي نو ذيس»). ISBN 4-906011-25-X.
- (بالإنجليزية) ليبيت، سيجي إم. طوبوغرافيات حداثة اليابان. نيو يورك: كولومبيا يو بي، 2000
- (بالإنجليزية) مالون، باول إم. (2007) «الأبوكاليبس الخاص بي: شينجي إيكاري كشريبريان بارانويد البطل الخارق في نيون جينيسيس إيفانجيليون لهيدياكي أنّو»، صفحات 111-126 في ويندي هاسلم، أنجيلا نداليانيس، سي. جي. ماكي (محررون.) خارقون/أبطال: من هرقل إلى سوبرمان نيو أكاديميا منشورات 9780977790845
- (بالإنجليزية) موريكاوا، كايتشيرو (م.). أسلوب إيفانجيليون. ISBN 4-8074-9718-9
- (بالإنجليزية) ردموند، دينس. العالم يشاهد: فيديو كجماليات متعددة الجنسيات 1967–1995، 2001.
- (بالإنجليزية) روت، ويليام. «السكون والأسلوب في نيون جينيسيس إيفانجيليون». أنيميشن جورنال 8.2 (ربيع 200): 28–43
- (بالإنجليزية) ياماشتا، إكتو وسيجي، كيو. سوري وو ناسمونو: نيون جينيسيس إيفانجيليون أعمال التصميم البدئية («ذلك الذي يسمح بذلك: نيون جينيسيس…»). ISBN 4-04-852908-0
- (بالإنجليزية) «إيفانجيليون الخاص: من الظاهرة إلى الشهرة»—(ماينيتشي دايلي نيوز; هذه الوصلات الثلاث تقود إلى نسخ أرشيف الإنترنت)
- (بالإنجليزية) «إيفانجيليون الخاص: عصر من المانغا الكبيرة»– (ماينيتشي دايلي نيوز)
- (بالإنجليزية) «إيفانجيليون الخاص: من المنتج أوتسكي، ليس النجاح دائماً سريراً من الورود»—ماينيتشي دايلي نيوز
- (بالإيطالية) نيون جينيسيس إيفانجيليون (أنمي موندي)، معلومات الإنتاج المفصل
- (بالإنجليزية) 'القشرة الخادعة المعروفة بـ«إيفانجيليون»'—شبكة أخبار الأنمي
- (بالإنجليزية) «فهم إيفانجيليون»—شبكة أخبار الأنمي
- (بالإنجليزية) «الببليوغرافيا على الإنترنت لأبحاث الأنمي والمانغت»—مجموعة من الأوراق والمقالات والمواضيع المتعلقة بـإيفانجيليون

## وصلات خارجية
- نيون جينيسيس إيفانجيليون على موقع IMDb (الإنجليزية)
- نيون جينيسيس إيفانجيليون على موقع الموسوعة البريطانية (الإنجليزية)
- نيون جينيسيس إيفانجيليون على موقع روتن توميتوز (الإنجليزية)
- نيون جينيسيس إيفانجيليون على موقع نتفليكس (الإنجليزية)
- نيون جينيسيس إيفانجيليون على موقع فيلمافينيتي (الإسبانية)
- نيون جينيسيس إيفانجيليون على موقع ليتربوكسد (الإنجليزية)
- نيون جينيسيس إيفانجيليون على موقع كينوبويسك (الروسية)
- نيون جينيسيس إيفانجيليون على موقع ألو سيني (الفرنسية)
- نيون جينيسيس إيفانجيليون على موقع ميوزك برينز (الإنجليزية)
- نيون جينيسيس إيفانجيليون على موقع قاعدة بيانات الفيلم (الإنجليزية)

### المواقع الرسمية
- صفحة إيفانجيليون على مادمان إنترتينمنت
- (باليابانية) نيون جينيسيس إيفانجيليون – صفحة إيفانجيليون الرسمية على غايناكس.
- (باليابانية) 新世紀エヴァンゲリオン – موقع الويب لإيفانجيليون على كينغ ريكوردز.

### المقالات والمعلومات
- (بالألمانية)

```
ويكي ن ج إ
```

- نيون جينيسيس إيفانجيليون على قاعدة بيانات الأفلام على الإنترنت.
- نيون جينيسيس إيفانجيليون على شبكة أخبار الأنمي.